# Rezzo (Ligurien)
Rezzo (im Ligurischen: Résso) ist eine norditalienische Gemeinde mit 310 Einwohnern (Stand 31. Dezember 2023) in der Region Ligurien, politisch gehört sie zur Provinz Imperia.

## Geographie
Rezzo liegt in einem Talkessel des Zentralabschnitts des Valle della Giara und ist von den Gipfeln des Monte Prearba (1446 Meter) und des Monte Carpasina (1415 Meter) umgeben. Das mittelalterliche Dorf wurde auf einem Berggrat erbaut und ist von den typischen Terrassen, auf denen mitunter Wein kultiviert wird, umgeben.
Auf einer Höhe zwischen 900 und 1400 Metern befindet sich ein weites Waldgebiet, das mit 534 Hektar gemischtem und 62 Hektar einfachem Nutzwald zu den größten Liguriens zählt. Über Jahrhunderte hinweg war der Buchenwald, mit seinen verschiedenen Produkten, die Quelle eines gewissen Reichtums bei der Bevölkerung.
Rezzo gehört zu der Comunità Montana Alta Valle Arroscia und ist circa 30 Kilometer von der Provinzhauptstadt Imperia entfernt.
Nach der italienischen Klassifizierung bezüglich seismischer Aktivität wurde die Gemeinde der Zone 3 zugeordnet. Das bedeutet, dass sich Rezzo in einer seismisch wenig aktiven Zone befindet.

## Klima
Die Gemeinde wird unter Klimakategorie E klassifiziert, da die Gradtagzahl einen Wert von 2499 besitzt. Das heißt, die in Italien gesetzlich geregelte Heizperiode liegt zwischen dem 15. Oktober und dem 15. April für jeweils 14 Stunden pro Tag.